# Bredsel
Bredsel is een plaats in de gemeente Älvsbyn in het landschap Norrbotten en de provincie Norrbottens län in Zweden. De plaats heeft 123 inwoners (2005) en een oppervlakte van 71 hectare. De plaats ligt ongeveer vijf kilometer ten westen van Vidsel aan de rivier de Pite älven. De directe omgeving van het dorp bestaat vooral uit naaldbos.

## Verkeer en vervoer
Bij de plaats loopt de Länsväg 374.
Bestuurscentrum: Älvsbyn
Tätort: Korsträsk · Vidsel · Vistträsk
Småort: Bredsel · Nybyn · Nystrand · Pålsträsk · Tvärån · Övrebyn · Övre Tväråsel
Overig: Arvidsträsk · Granträsk (Älvsbyn)